# 毛原
毛原（けはら、けわら）は、京都府福知山市にある地名。大字としての名称は大江町毛原（おおえちょうけはら）。日本の棚田百選に数えられる毛原の棚田で知られる。2017年（平成29年）時点の戸数12戸・人口25人。

## 地理

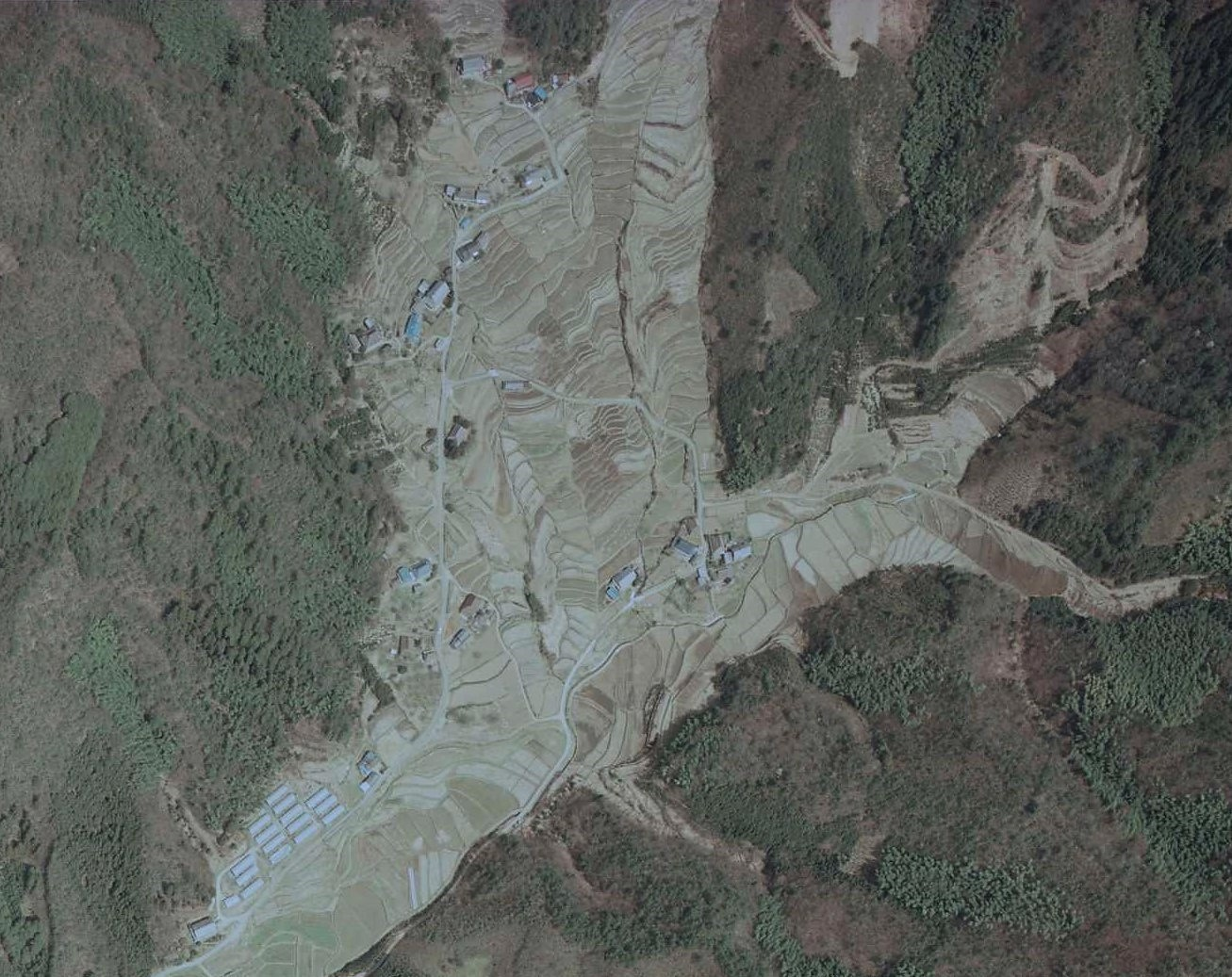
毛原

福知山市の中心市街地からみて北東約20キロメートルに位置し、京都府福知山市大江町の北部、宮川の上流域を流れる支流・毛原川の源流域にある。隣接自治体は東に舞鶴市があり、主要な地方道路では京都府道9号綾部大江宮津線が通る。
大江山山麓の集落で、大江町内宮から熊坂峠を越えて東北方向の谷間にある。古くは山の頂近くまで開墾された棚田（毛原の棚田）が谷一帯に広がっていた。
毛原集落が形成された谷の形はY字形をしており、一方の上段の最奥部に氏神の大岩神社が鎮座する。Y字のもう一方の先端には2022年現在チャペルを備えた結婚式場のOZがあり、Y字の根本にブルーベリーガーデンが広がる。

### 人口・世帯数
高齢化率が高く、1997年（平成9年）時点で16世帯あったうち、小中学生の子どもがいた世帯はわずか2世帯であった。
| 人口の変遷           | 人口の変遷 | 人口の変遷 |  |
| -------------------- | ---------- | ---------- |  |
| 1878年（明治11年）   | 153人      |            |  |
| 1960年（昭和35年）   | 111人      |            |  |
| 1980年（昭和55年）   | 61人       |            |  |
| 1990年（平成2年）    | 58人       |            |  |
| 2022年（令和4年）6月 | 20人       |            |  |

| 世帯数の変遷         | 世帯数の変遷 | 世帯数の変遷 |  |
| -------------------- | ------------ | ------------ |  |
| 1878年（明治11年）   | 35戸         |              |  |
| 1960年（昭和35年）   | 21戸         |              |  |
| 1980年（昭和55年）   | 18戸         |              |  |
| 1990年（平成2年）    | 19戸         |              |  |
| 2022年（令和4年）6月 | 10戸         |              |  |

## 歴史
集落は中世には開かれたとみられる。江戸時代には宮津藩領であり、宮津藩が参勤交代する際に用いられた元不甲道が集落内を通っている。慶長検地郷村帳によると石高は85.58石。天和元年宮津領村高帳によると延宝9年（1681年）の延高は95.522石。
廃藩置県後の1871年（明治4年）には宮津県に所属、その後豊岡県に所属し、1876年（明治9年）に京都府の所属で落ち着いた。1889年（明治22年）4月1日には町村制の施行により、仏性寺村・北原村・毛原村・内宮村・二俣村・天田内村・橋谷村の区域をもって加佐郡河守上村が発足し、大字毛原が編成された。1951年（昭和26年）4月1日、河守上村は河守町に編入され、河守町は即日改称して大江町となった。大江町の大字として毛原が設置された。
伝統的に主な産業は農業及び林業であったが、高齢化率の高い過疎の村であり、1990年代には老齢年金を受給する高齢者の自給的な稲作で集落を維持していた。1990年（平成2年）頃から、集落では3ヵ年に渡る話し合いが持たれた。作業効率の悪い棚田の圃場整備を行うことが当時の集落の最重要課題であった。ところが、山積した問題の解決が図られず、断念せざるを得ない状況となった。そこで方向を転換し、1996年（平成8年）、「ふるさと水と土保全モデル事業」を導入し、近隣地域と比べて圃場整備が遅れていた状況を逆手に取り、棚田の景観を活かしながら集落内の道路整備などが進められた。大江町では当時すでに毛原以上の高齢化で存亡の危機に瀕していた集落があり、人口減少に対する住民の危機意識は高く、住民たちの田畑の基本的なところを残しながら、農作業で一定の機械化を可能とすることで効率化を図り、就農人口を保つことによる集落の維持を図った。
2006年（平成18年）1月1日、大江町は福知山市に編入され、福知山市の地名として大江町毛原が設置された。2009年（平成21年）には周辺が「酒呑童子の里大江どぶろく特区」に指定され、2021年（令和3年）まで棚田の米を用いたどぶろくが製造された。

## 持続可能な地域づくりの取り組み

### 毛原の棚田ワンダービレッジプロジェクト

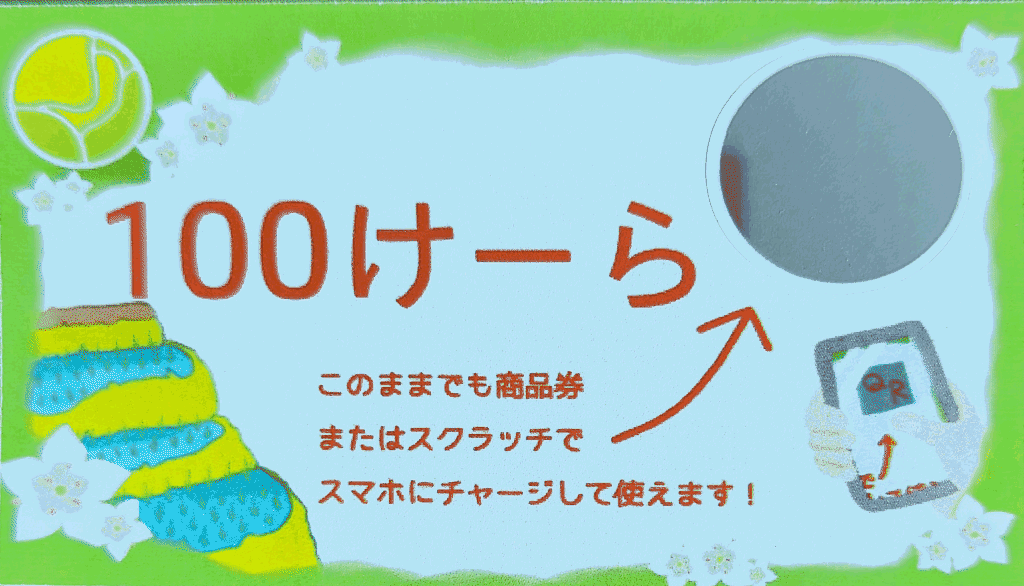
電子・紙 ハイブリッド型地域通貨 「けーら」

毛原の棚田ワンダービレッジプロジェクトは、地域内外住民の有志が主体となり、毛原のプロモーション企画・広報、観光誘客、新規定住、商品開発、販路開拓に向けた取組を行う組織である。移住者による毛原人口の増加をめざして、2015年（平成27年）7月29日に設立された。
設立のきっかけは、プロジェクトの代表が地元に2011年（平成23年）にUターンし、集落の高齢化、人口減少に危機感を持ったこと、2015年（平成27年）に「美しい農村再生支援事業」（農林水産省 農村振興局 農村政策部中山間地域振興課）に採択されたことによる。『1000年続く毛原の里づくり』をめざすことを毛原住民憲章に掲げ、翌2016年（平成28年）に「毛原村民証」の発行を開始。「1千年前には人が住んでいただろうから、1千年後も住み続けてほしい。」との願いを込め、人々の交流の場としてピザ窯を製作し、ピザづくり体験会を開始した。
同年9月27日 - 11月29日に「食品加工所がほしい～女性の声からはじまる資金調達」と題してクラウドファンディングで資金調達して成功をおさめた。これを元手に2017年（平成29年）には、地域唯一の集会所を改修し、地域の魅力発信拠点として「毛原の棚田食品加工所」（愛称「毛楽里」）を設立した。
2017年（平成29年）から、地域通貨「けーら」の運用を開始する。この地域通貨には、半年間の有効期限が設けられており、草刈りや棚田の整備など、協力した対価として協力者へ支払われ、100けーら紙幣が年間約250枚の発行実績がある。地元集落の飲食店や農産品の加工所での支払いでの利用が可能である。2022年（令和4年）より電子化し、紙の通貨と電子マネーの併用が実現、新たな紙幣にはQRコードが用いられており、スマートフォンで読み込むことで電子マネーにできるようになった。2017年（平成29年）には地区の代表者が京都市内で開催された「1000年つづく里づくりセミナー」にて講演を行っている。

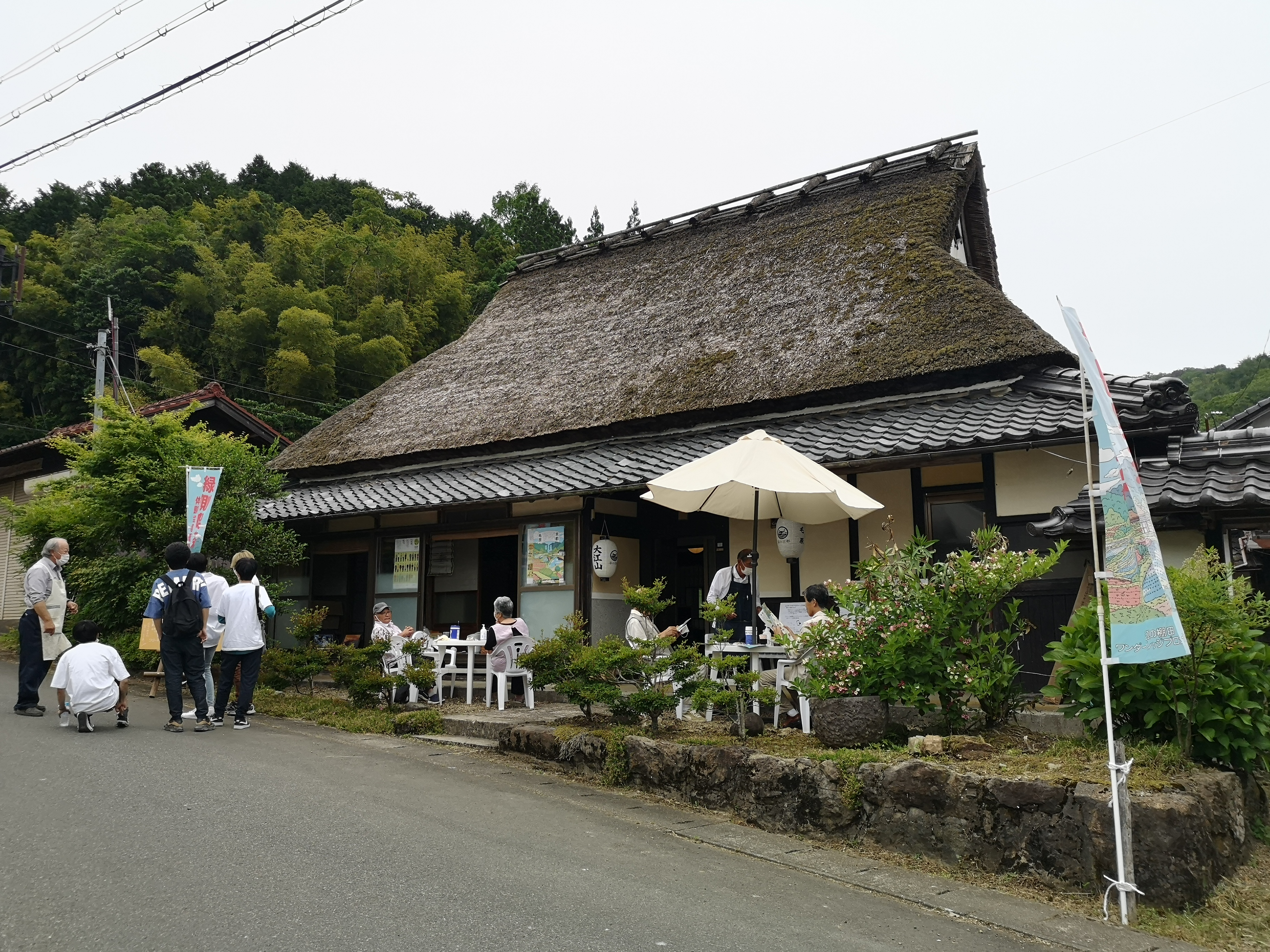
縁側喫茶

2018年（平成30年）、民家が交代で客人をもてなす「縁側喫茶」を開設する。新商品「黒豆の粕漬け復刻版」が「ふくちやまええもん認定」を受け、ここまでの活動内容が評価され、地域再生大賞 優秀賞も受賞した。同年、都市部農村交流会開催。毛原プロモーションビデオを制作するとともに、毛原の魅力再創造事業として耕作放棄地でのヨモギ栽培を試験実施や、毛原に伝わる民話集を製作した。
2020年（令和2年）、「スマートスピーカーとタブレットの利用による「地域×ICT」を実現させ、過疎高齢化が進む集落でも不安や心配事をICTを活用し、住民同士が小さな見守りを行うことで大きな安心につなげるモデルを生み出す」との目的で、「集落×ICTでちいさな見守りからおおきな安心を生み出したい！」と題し、11月1日 - 2021年3月31日の期間で、クラウドファンディングを実施し成功をおさめ、各戸にスマートスピーカーを設置した。2022年（令和4年）には、地区の歴史などについて手軽に知ってもらえる手段としてWikipediaに注目。福知山公立大学学生や京都府北部地域を中心にウィキメディア活動を行うボランティアedit Tango（エディットたんご）の協力により、地域項目の充実に取り組んでいる。
2023年（令和5年）5月、まちの「変化人」を紹介する福知山市のプロモーション企画「福知山の変」の5人目として代表が選出された。

### チームみすず

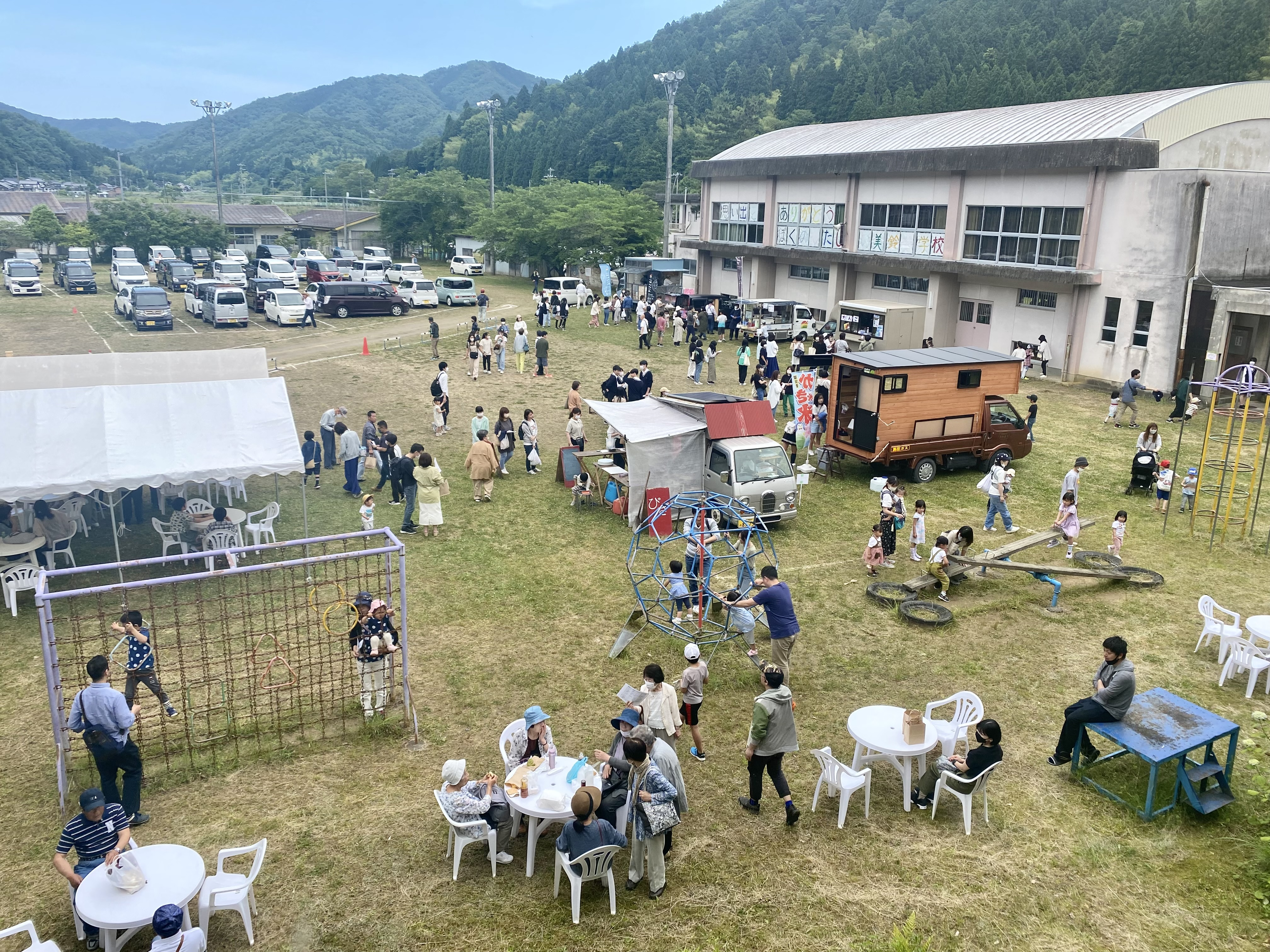
2023年6月に学区の旧校舎を利用し開催された「みすずフェスタ」

前述の毛原の棚田ワンダービレッジプロジェクトのメンバーを中心に、毛原地域を含む、旧福知山市立美鈴小学校の学区の10の集落の住民により、2022年（令和4年）5月に発足。2023年（令和5年）6月、旧校舎を利活用したイベント「みすずフェスタ」を開催した。
フェスタの開催をきっかけとして旧美鈴小学校校区住民との交流を深めることで、高齢化と後継者不足に悩む地域の農業支援、経済活動、生活支援などといった課題に取り組み、支え合う仕組みの構築を目指して活動している。

## 教育

### 物成小学校（1887年-1977年）

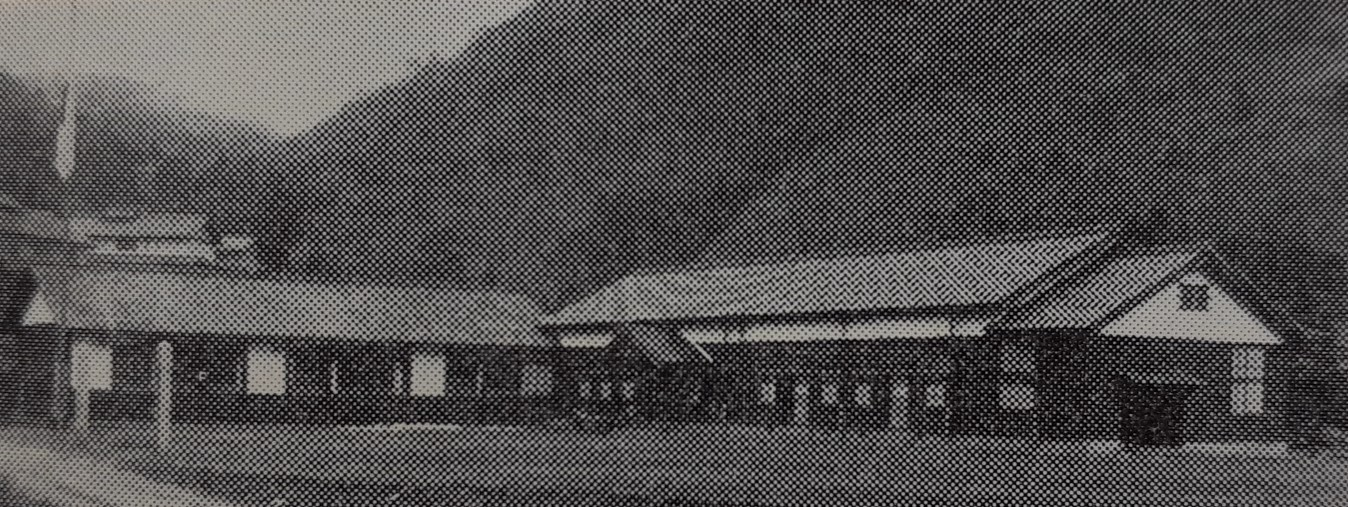
1938年の物成小学校

1872年（明治5年）に学制が発布されると、1873年（明治6年）10月には河守上村の内宮と毛原を学区として、医師である的場直峰の自宅に内宮学校が開校した。1874年（明治7年）9月には内宮の氏神の舞堂を移築して内宮学校とした。
1887年（明治20年）には毛原と仏性寺を学区として、北原・橋谷小学校俊成校分校として物成小学校が開校した。1893年（明治26年）には物成尋常小学校が開校し、簡易科制によって読書・作文・習字・算術が教えられたが、1900年（明治33年）9月には簡易授業から正科授業に切り替えられた。
物成尋常小学校は何度も存続が危ぶまれたが、地域住民の熱意によって維持された。
1928年（昭和3年）には日本鉱業が河守鉱山を取得しており、物成尋常小学校は河守鉱山の盛衰に合わせて児童数を大きく増減させている。1928年（昭和3年）には児童数が一気に16人増えて2学級88人となり、1929年（昭和4年）には3学級96人となったが、1930年（昭和5年）にはいったん河守鉱山が閉山されたために17人が退学している。
1941年（昭和16年）には国民学校令によって河守上村立物成国民学校に改称した。太平洋戦争終戦2日後の1945年（昭和20年）8月17日には、学童疎開によって京都市立仁和国民学校の児童を受け入れ、児童数は180人となっている。10月16日には学童疎開が解除され、仁和国民学校の児童は京都市に帰っていった。
1947年（昭和22年）4月には学校教育法によって河守上村立物成小学校に改称した。1949年（昭和24年）11月には校舎1棟を増築し、1952年（昭和27年）5月にも校舎が完成した。1951年（昭和26年）4月1日には自治体合併によって大江町立物成小学校に改称した。1962年（昭和37年）9月には運動場が拡張され、1963年（昭和38年）4月には新体育館が完成した。
1967年（昭和42年）6月20日には校舎の約6割を焼失する火災が起こったが、迅速な誘導や避難の結果として児童は全員無事だった。この火災の際には偶然にも現場を通りかかった河守鉱山の施設消防団も動員されている。1968年（昭和43年）5月には新校舎の第一期工事が、1969年（昭和44年）1月には第二期工事が完成した。
1972年（昭和47年）には物成小学校・俊明小学校・北原分校・橋谷分校を統合することが議決され、1977年（昭和52年）4月には2校2分校を統合した大江町立美鈴小学校が開校した。

## 民俗
- 二百十日祭り - 豊作祈願の行事で、大岩神社に地区住民が集まり、般若心経を唱えながら持ち寄った薪を燃やし、その年の豊作を祈願する。その後は集落の公会堂に集まり、酒食を楽しむ地区行事である[36]。
- 御田植祭 - 元伊勢内宮皇大神社で1988年ごろに途絶えるまで行われていた行事。2023年（令和5年）5月11日に35年ぶりに儀式が執り行われ、集落内の田にて地元の住民の手により稲が植えられた[37]。

## 名所・旧跡
- 毛原の棚田
- 大岩神社（氏神） - 神社左手の尾根には幹回り5～6メートルのアカガシの巨木が群生している[38]。胸高周囲が300センチを超える個体が9本あり、もっとも大きな個体の胸高周囲は556センチである[39]。京都府でもまれな群生地であるとされ、「大岩神社のアカガシ群」として福知山市天然記念物に指定されている[39]。
- 元不甲道 - 元普甲道とも表記する。大江山を抜ける旧宮津街道に通じ、毛原はその入口にあたり、古い石の道標が残り、昭和初期に火災で焼失するまでは「カイド」と呼ばれた宿がこの場所にあった[40]。17世紀に 普甲道（不甲道）が拓かれたことにより「元」を付けて呼ばれるようになった。普甲道は一部が文化庁選定の「歴史の道百選」に選定されている[41]。袈裟切り地蔵など、数々の伝承が残る。

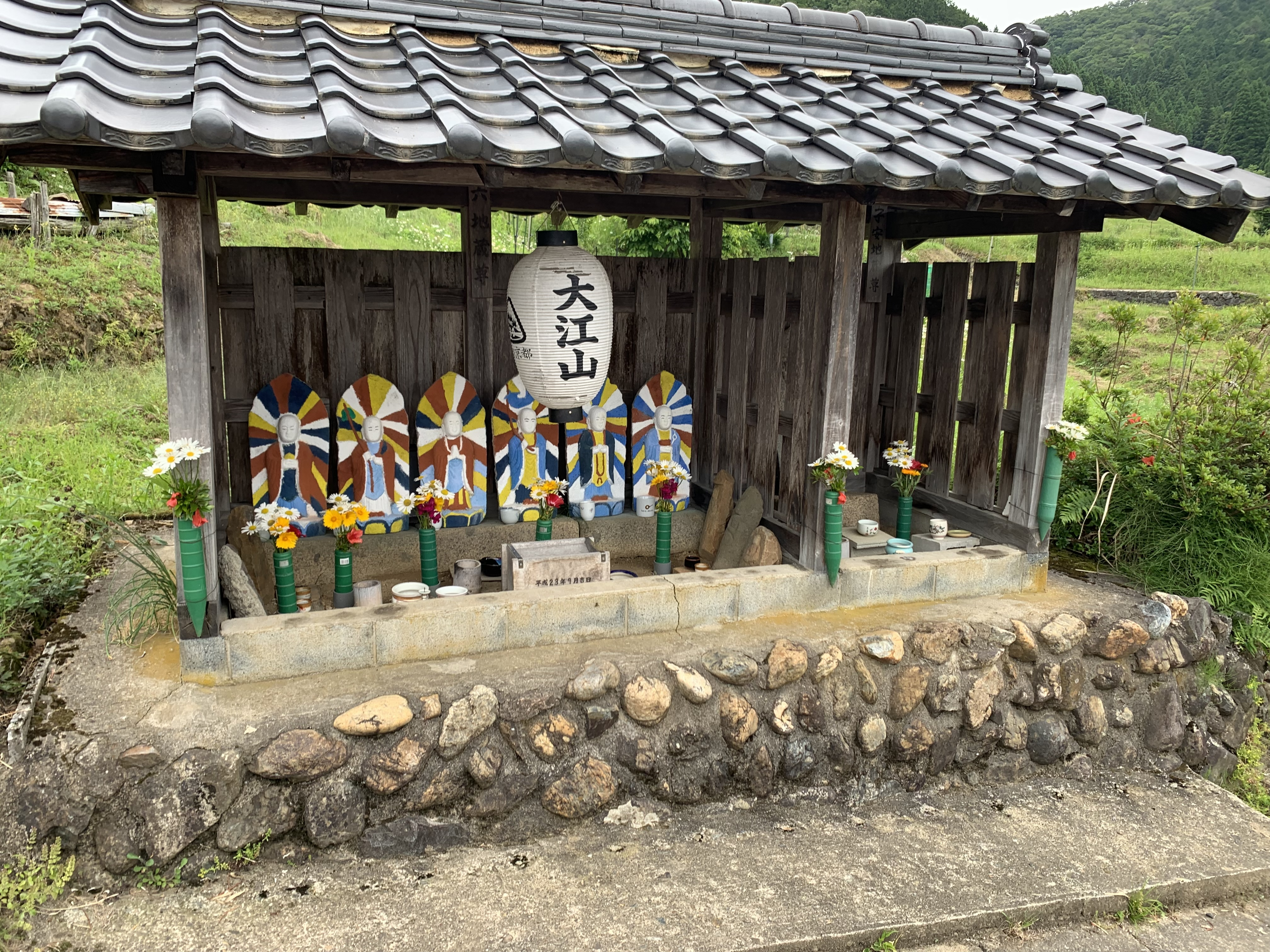
六地蔵（化粧地蔵）
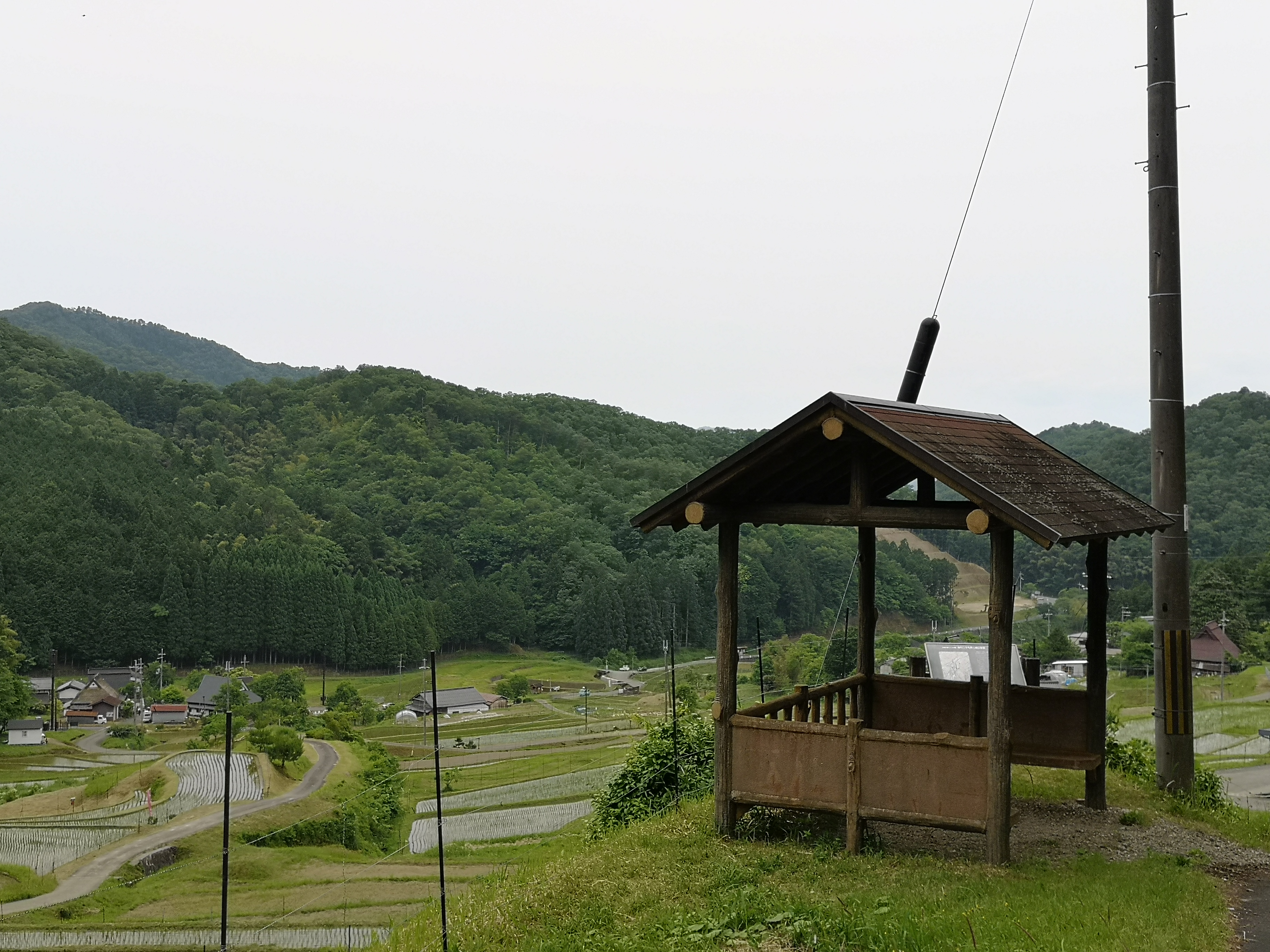
毛原の棚田・展望台
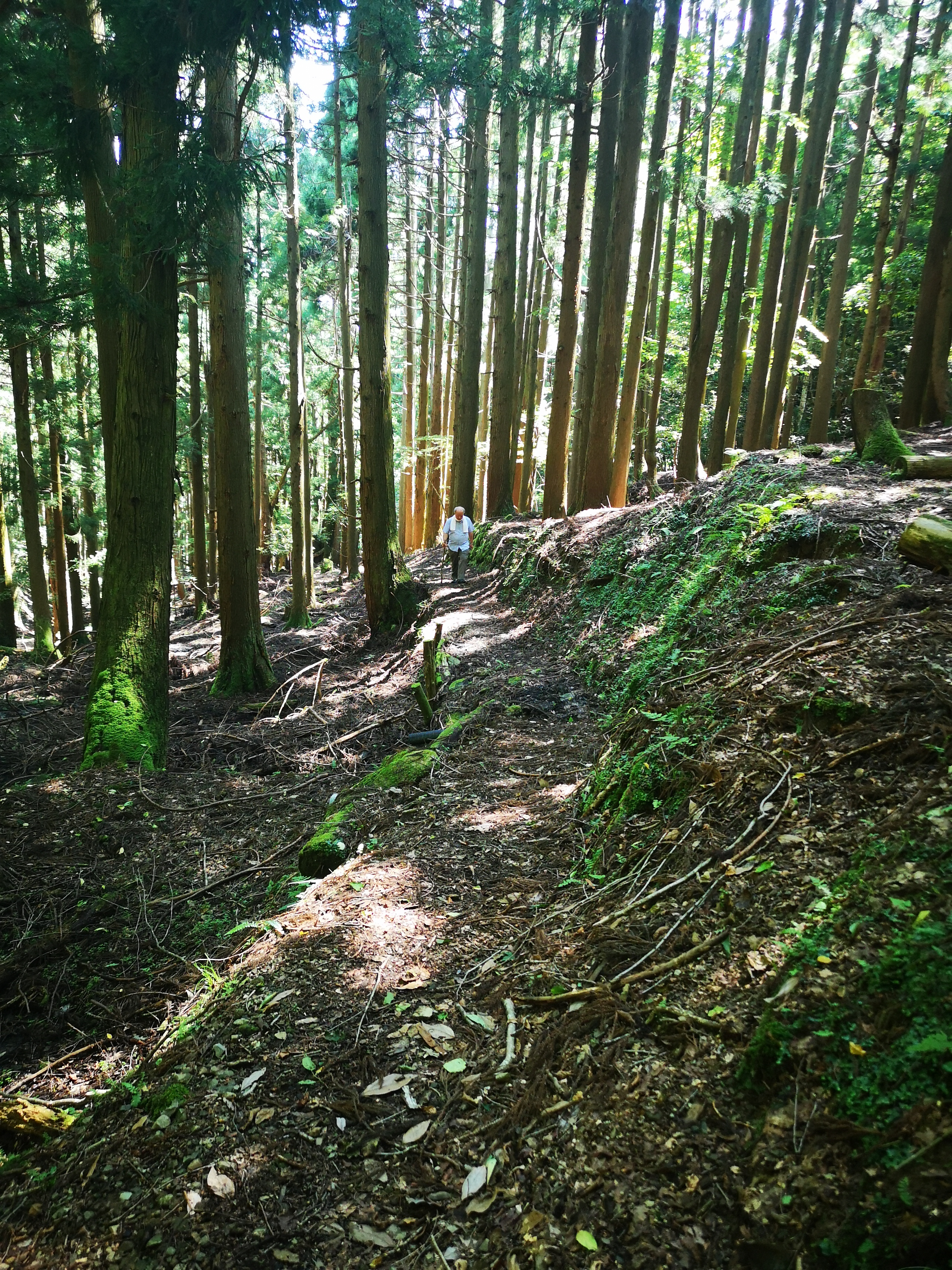
元不甲道(毛原峠)
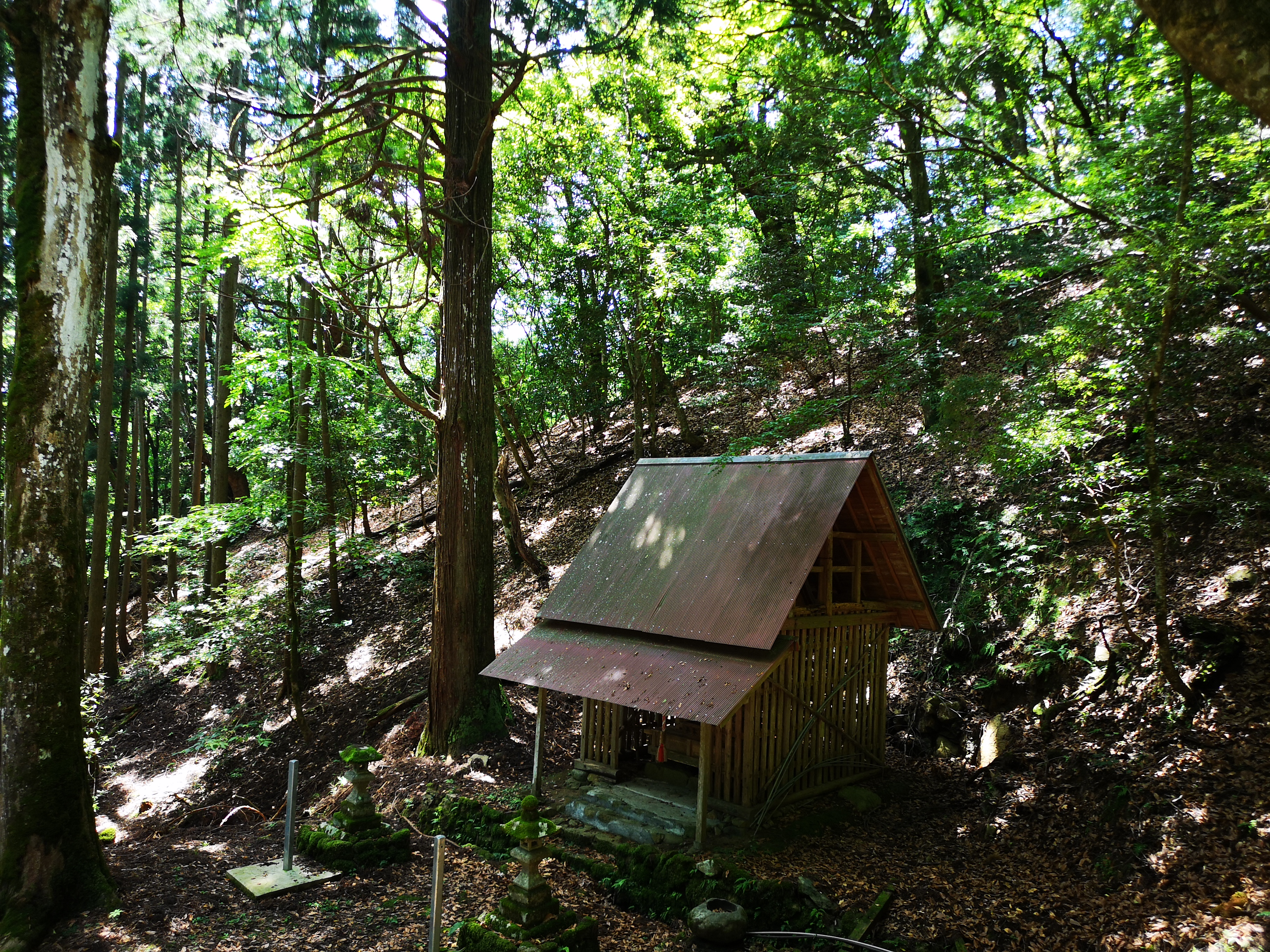
大岩神社とアカガシ群生林

## 施設
- 毛原公会堂（地区集会所） - 加工所やピザ窯が整備された、地区住民の活動拠点。
- イタリアンレストラン&ウエディング OZ（オズ） - 2012年（平成24年）3月に開業したレストラン兼結婚式場[42][43]。
- ゲストハウス サライ - 2018年（平成30年）に開業したゲストハウス[44]。
- 棚田の里ブルーベリーガーデン - 2009年（平成21年）頃に開園した観光農園[45]。

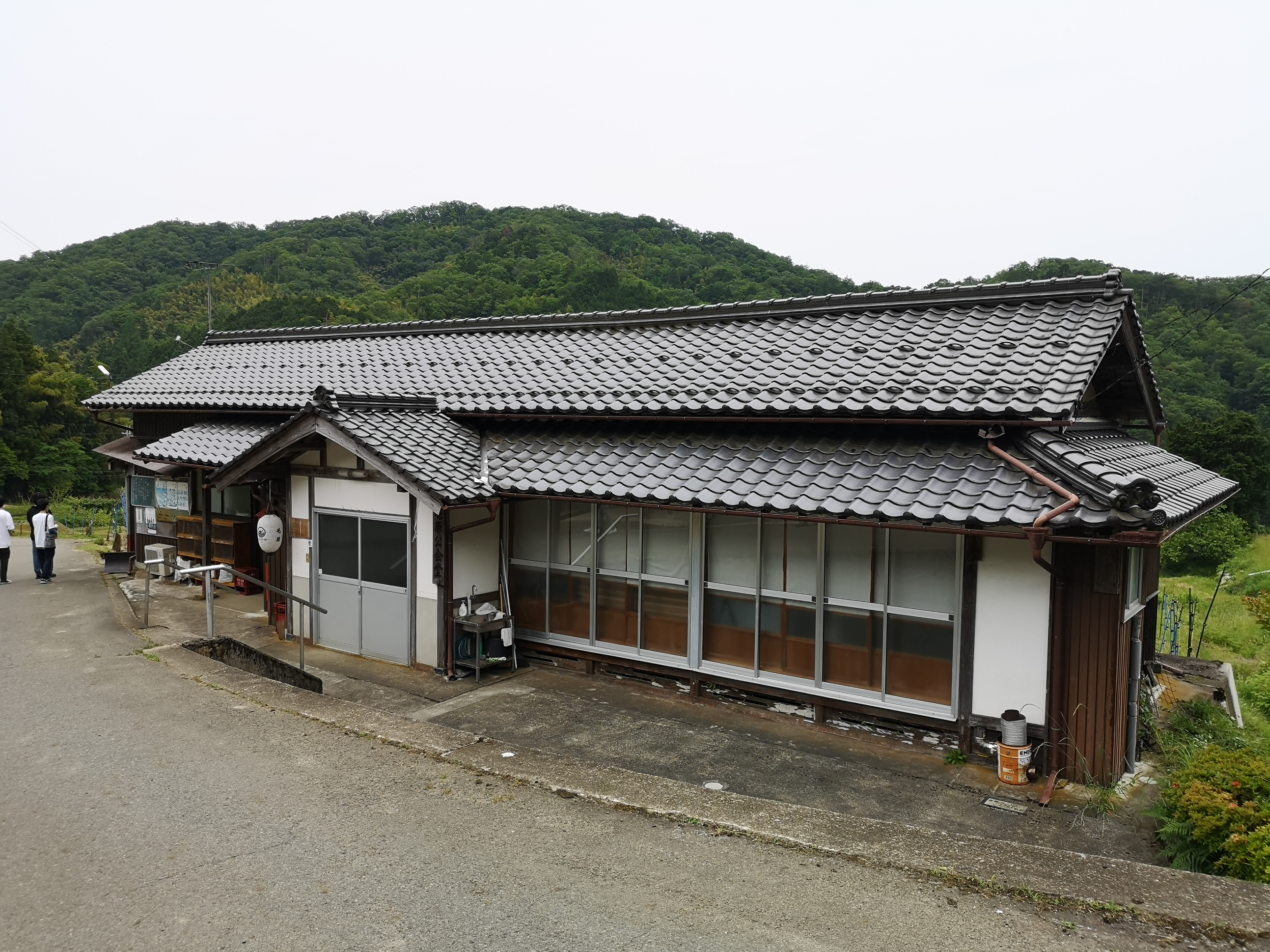
毛原公会堂
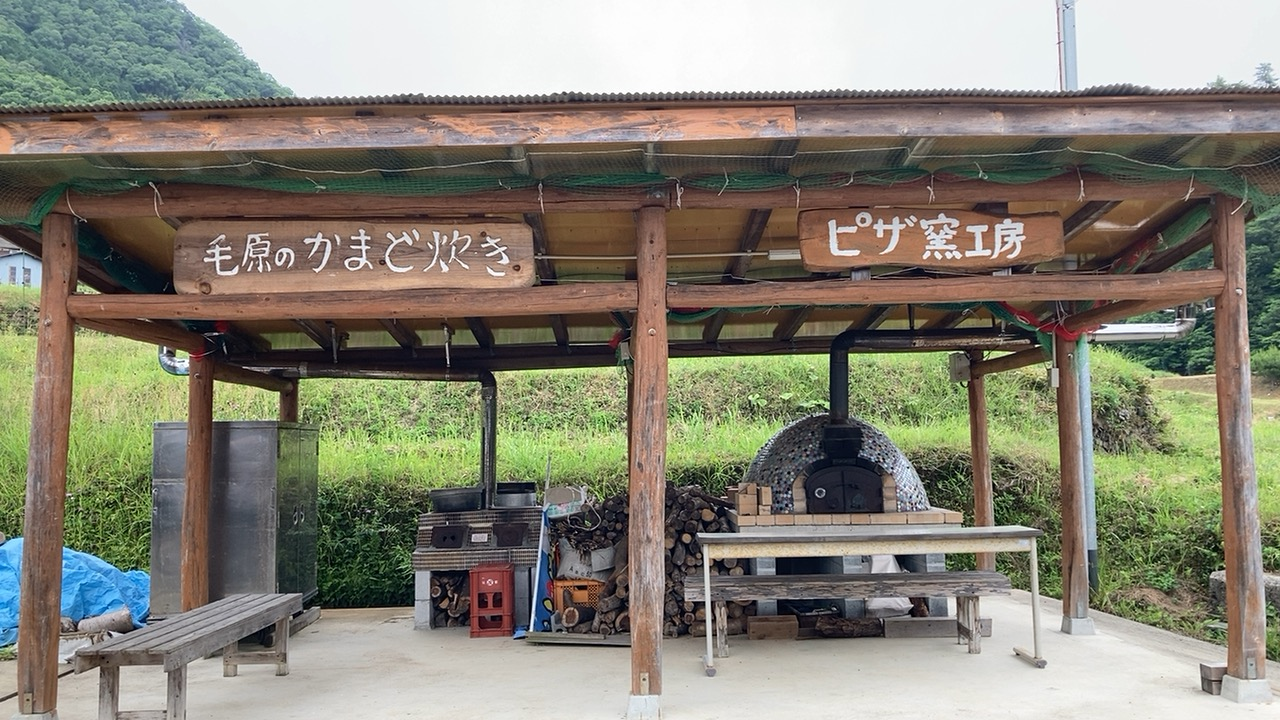
ピザ窯工房
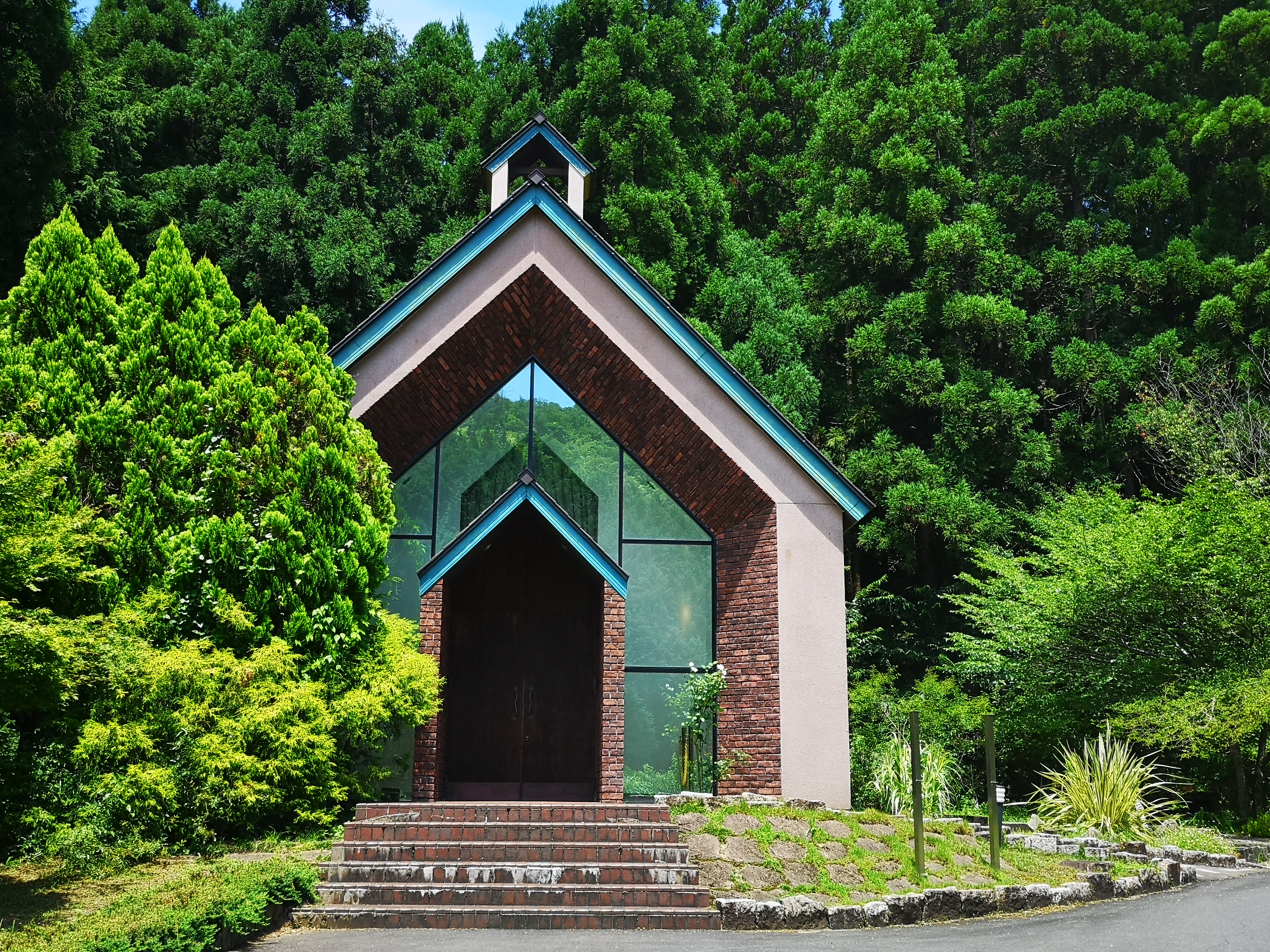
OZ（オズ）のチャペル
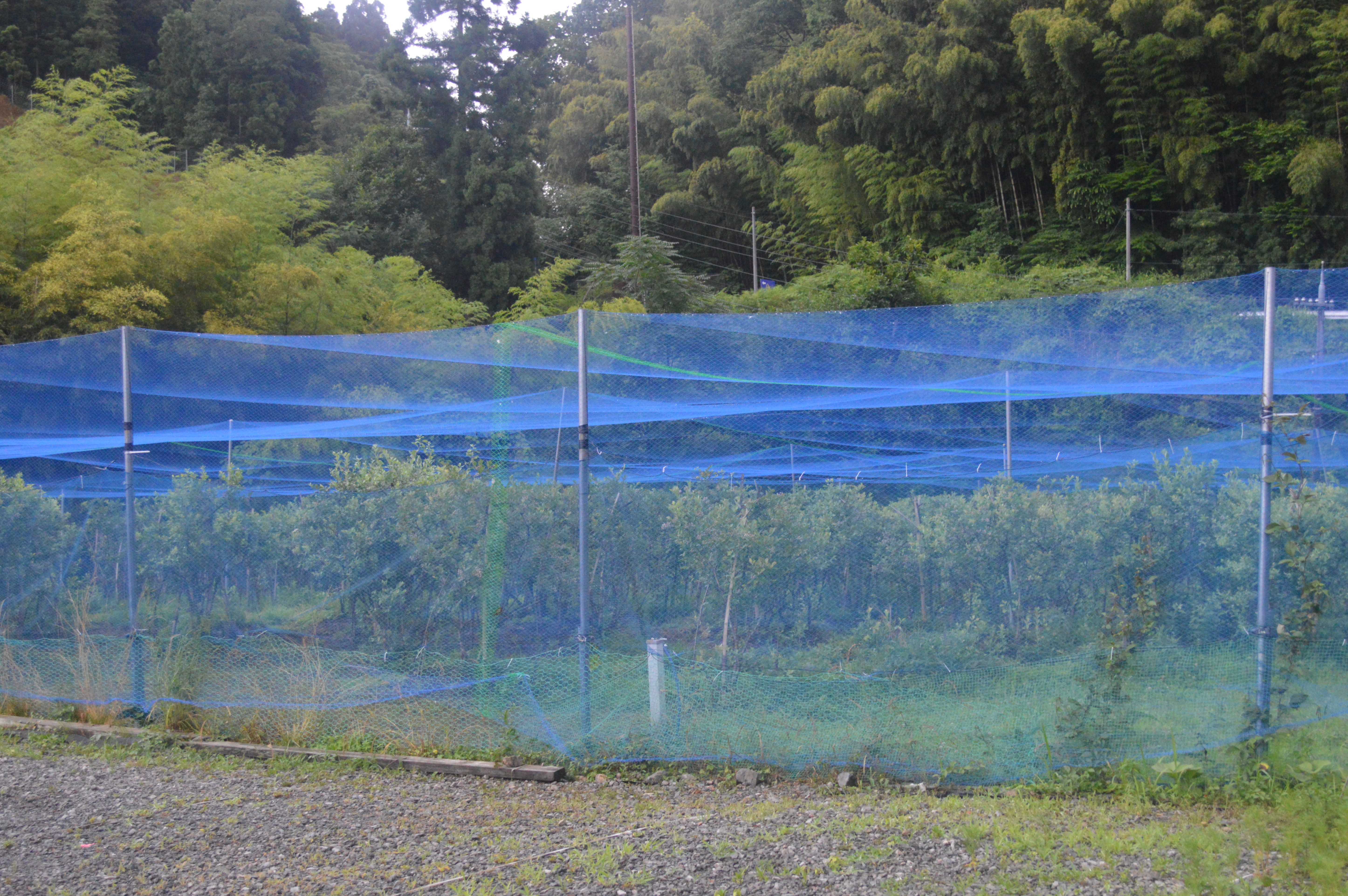
棚田の里ブルーベリーガーデン